# Bracon platygaster
Bracon platygaster är en stekelart som beskrevs av Gaspard Auguste Brullé 1846. Bracon platygaster ingår i släktet Bracon och familjen bracksteklar. Inga underarter finns listade.